# Lincoln Financial Building
Le Lincoln Financial Building appelé aussi Jefferson Pilot Building est un gratte-ciel de 114 mètres de hauteur (hauteur du toit) construit à Greensboro en Caroline du Nord aux États-Unis en 1990.
Il abrite des bureaux sur 20 étages.
C'est le plus haut immeuble de Greensboro et l'un des très rares exemples de gratte-ciel de style néogothique construit à la fin du XXe siècle.
L'architecte est l'agence Smallwood basée à Atlanta.
La surface de plancher de l'immeuble est de 35 767 m² 